# Semnan
Semnan (Persa: سمنان, romanitzat com Semnān, Simnān i Samnān, localment Seman سمنان) és una ciutat de l'Iran, capital del comtat de Semnan i de la província de Semnan. Al cens de 2006 tenia 124.999 habitants. Té el rang de municipalitat. A l'època medieval era part de la província de Kumis (capital Damghan). Té al nord les muntanyes Elburz i al sud el Gran Desert. A la ciutat es parla el dialecte semnani del persa, emparentat als dialectes de la Pèrsia central i de transició amb els dialectes de la zona de la mar Càspia.

## Història
La llegenda atribueix la seva fundació al mític Tamurash; és citada com un dels 14 establiments civils de la província de Vern esmentada a l'Avesta. Va conservar certa importància a l'era aquemènida. En el període macedònic i selèucida la regió on està Semnan fou coneguda com a Komesh. La seva major prosperitat va arribar amb els arsàcides parts, iranians però no perses, i en general favorables a la cultura hel·lènica, i la regió de Semnan fou un centre de la cultura parto-hel·lènica; una de les capitals de l'Imperi Part fou Hecatompylos, i les seves ruïnes (a Shahr-i Kumis) es troben entre la moderna Semnan i Damghan. A la pujada dels sassànides el zoroastrisme es va imposar com a religió d'estat i Semnan es va persianitzar; posteriorment va perdre importància.
Els musulmans van conquerir Pèrsia a la meitat del segle VII. A la meitat del segle VIII Semnan és esmentada com un petit poble que fou ocupat per les forces del daï al-Hasan ibn Kahtaba, en la seva marxa cap a l'oest perseguint al governador omeia Nasr ibn Sayyar. El 880/881 l'aventurer Ahmad al-Khudjistani es va apoderar del Khorasan aprofitant que el safàrida Amr ibn al-Layth estava ocupat ocupant al Fars; Ahmad ibn Abd Allah al-Khudjistani va marxar cap a Rayy i va arribar fins a Semnan però fou rebutjat; després va morir assassinat per un dels seus guàrdies el 882 i el poder va passar a mans de Rafi ibn Hàrthama, antic general tahírida i ara cap del moviment fatimita al Khorasan (que tenia per califa a Muhàmmad ibn Ziyad).
Els geògrafs àrabs la descriuen com a pròspera al segle x, amb jardins (horts) fèrtils i terres ben llaurades i irrigades pel riu Semnan que les travessava que venia de l'Elburz, estant les aigües canalitzades i conservades en cisternes. Es parla diverses vegades de Semnan en els combats entre els prínceps del Tabaristan i els samànides a l'inici del segle x. Sota els gaznèvides al segle xi, el governador de Kumis, Abu Harb Bakhtiyar, va fer construir alguns edificis; el 1036 fou saquejada pels oghuz en el seu camí cap a Rayy i l'Azerbaidjan; va quedar destruïda en part però fou reconstruïda i el buwàyhida Nasir-i Khusraw (Abu Nasir Khusraw Firuz Malik al-Rahim) s'hi va aturar de camí cap a l'oest el 1046 i va discutir de teologia amb els savis del lloc. Al segle xii va començar la decadència que es va accentuar amb la devastació feta pel general mongol Subotai el 1221.
Va subsistir no obstant com a vila provincial mercès a la seva situació geogràfica en la ruta cap al Khorasan. Hi va néixer el místic sunnita Ala al-Dawla Simnani (1261-1336). Poques vegades va ser notícia al llarg dels segles. La tribu dels qadjars, origen de la dinastia que es va imposar a Pèrsia al final del segle xviii, vivien originalment a entre la província de Semnan, la de Mazanderan i la del Gulistan. Al segle xix Lord Curzon la considerava pròspera per les seves plantacions de tabac i la seva petita colònia de comerciants indis que s'hi havia establert procedent de Yedz i de la costa del golf Pèrsic. Quan es va construir el ferrocarril, una estació en la línia Teheran-Mashad fou construïda a Semnan. La ciutat va esdevenir un mercat important pels productes de la comarca, teixits i tapissos. Alguns palaus reials es van construir a Semnan (Castell de Saro, Castell de Kushmaqan o Koshmeni i castell de Pachenar).
Sota els Pahlavi la ciutat, que era lleial als qadjars, va ser opositora; Rida Shah no va poder fer gran cosa i moltes famílies notables de la ciutat no va poder accedir a càrrecs per la seva vinculació a la dinastia deposada, però el seu fill, xa Reza Pahlavi, hi va fer grans inversions construint modernes infraestructures i empedrant els carrers (però va destruir la ciutadella i els monuments qadjars). per evitar la destrucció de la porta de Semnan, la població es va encadenar allí i ho va aconseguir aturar. Reza Pahlavi va aconseguir transformar la ciutat i guanyar suport. Amb la república islàmica va continuar progressant; el 1991 tenia 93.715 habitants.

## Llocs d'interès
- Minaret construït per l'amir Abu Harb Bakhtiyar ibn Muhammad Damghani, governador gaznèvida de Kumis (vers 1030-1034); va construir també una torre anomenada Pir-i Alamdar, a Damghan, dedicada al seu pare Abu Djafar Muhammad Damghani; també un minaret a la mesquita Tarikh-khana a Damghan
- Mesquita Jamia, construïda el segle xi pels seljúcides sobre un temple de foc
- Hamman del segle XII
- Tomba d'Ala al-Dawla Simnani (datada el 1424) construïda pel sultà timúrida Shah Rukh
- Mesquita del Sultà (Soltani Djami o Masdjid-i Shah) construïda pel qadjar Fath Ali Shah el 1826 junt amb una madrassa.
- Santuari de Xaikh Ala al-Dawla Semnani, construït pels safàvides
- Santuari dels alides, un memorial als alides del Tabaristan
- Mesquita Imamzadeh Yahya, plaça de pelegrinatge
- Mesquita Imamzadeh Ali ibn Jafar, altra plaça de pelegrinatge
- Mesquita Imamzadeh Ali ibn Ashraf, altra plaça de pelegrinatge
- Memorial dels Màrtirs (Mezar Shohada), cementiri dels soldats locals morts a la guerra Iran-Iraq de 1980-1988
- Termes de Pehne, banys públics terapèutics
- Porta de la fortalesa de Semnan, de la dinastia qadjar (construïda sota el príncep Bahman Mirzaye Baha al-Dawla, fill de Fath Ali Shah Qajar. Les altres entrades foren enderrocades per orde del xa Reza Pahlavi al·legant la construcció d'una carretera
- Basar de Semnan, mercat local
- Basar de Pehne, un altre mercat
- Basar de Shaykh Ala al-Dawla, un altre mercat
- Casa de Tadiin, casa senyorial d'un notable local de l'època qadjar
- Jardins de Semnan (Baghat Dakhil Shahr), grans jardins i zona verda al sud-oest de la ciutat
- Restaurant del Jardi, el més tradicional de la ciutat.